# Luna (mitologia)

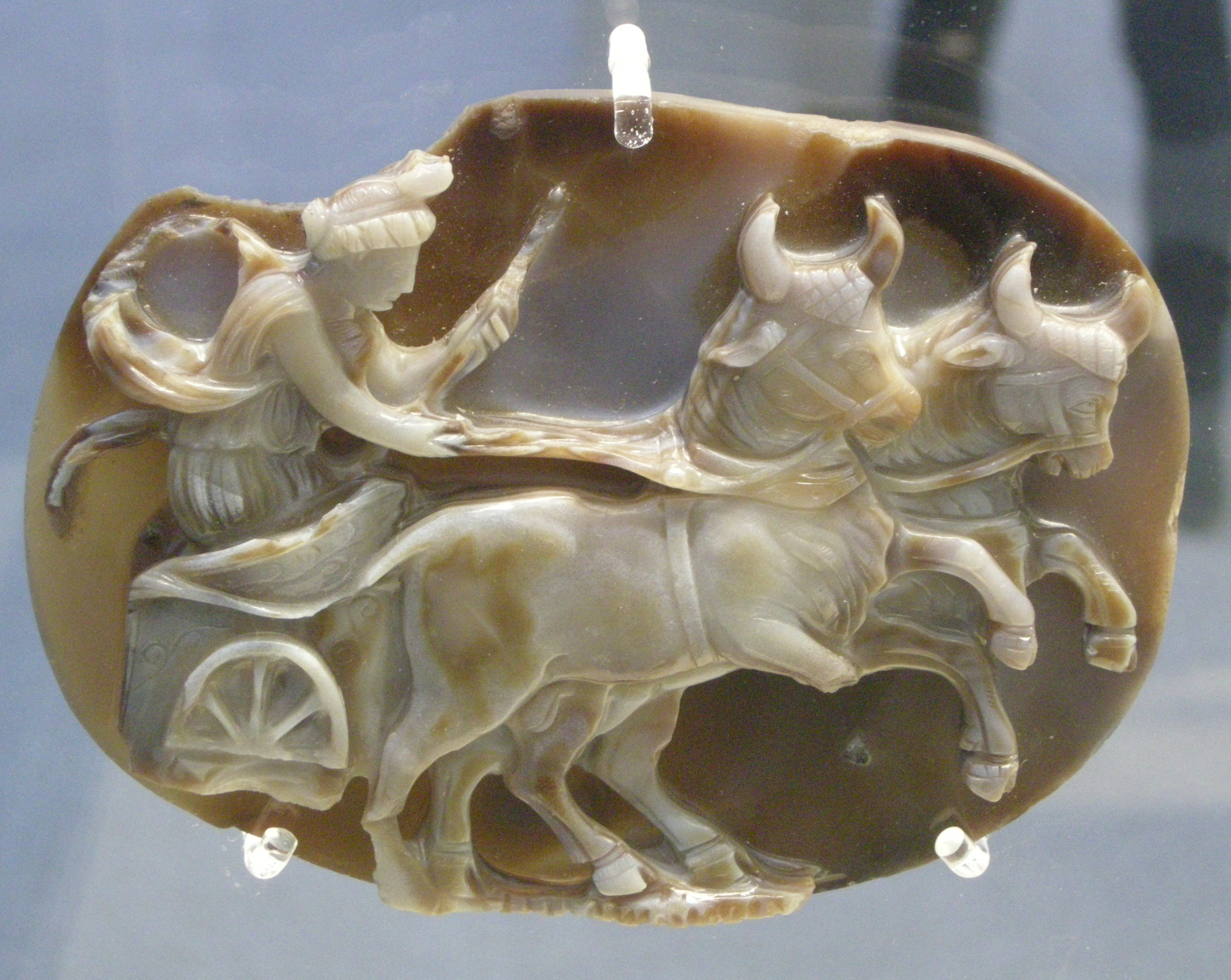
Camafeu romà amb la representació de Luna dalt d'una biga tirada per dos bous

Luna és la deessa romana de la Lluna. Aviat va ser una versió llatina de la Selene grega. Tenia un temple a Roma, a l'Aventí, tot i que sembla que sempre havia estat una divinitat secundària. El seu temple, que es va cremar amb l'incendi de Roma en temps de Neró, era a tocar del de Diana, i gran part dels atributs de Luna van ser absorbits per aquesta deessa. El seu nom, allà on apareix en la literatura, sembla voler ser només una traducció de Selene. El seu germà Sol era el déu de l'astre homònim.